# Palawan-Berghörnchen
Das Palawan-Berghörnchen (Sundasciurus rabori) ist eine Hörnchenart aus der Gattung der Sunda-Baumhörnchen (Sundasciurus). Es lebt im Bergland im Süden der zu den Philippinen gehörenden Insel Palawan.

## Merkmale
Das Palawan-Berghörnchen erreicht eine Kopf-Rumpf-Länge von etwa 16,3 bis 18,2 Zentimetern bei einem Gewicht von etwa 160 Gramm. Der Schwanz ist 13,5 bis 15,6 Zentimeter lang und damit etwas kürzer als der restliche Körper. Die Rückenfarbe der Tiere ist dunkelbraun, die Bauchfärbung grau mit hellen, sandgelben Haarspitzen.

## Verbreitung
Das Palawan-Berghörnchen lebt endemisch oberhalb von 800 Metern im Bergland um den Mount Matalingajan im Süden der zu den Philippinen gehörenden Insel Palawan.

## Lebensweise
Über die Lebensweise des Palawan-Berghörnchens liegen keine Daten vor und es ist nur über wenige Fänge dokumentiert. Es lebt in den durch alte Eichenbestände dominierten Bergwäldern der Region.

## Systematik
Das Palawan-Berghörnchen wird als eigenständige Art innerhalb der Gattung der Sunda-Baumhörnchen (Sundasciurus) eingeordnet, die – je nach Autor – aus 15 bis 17 Arten besteht. Die wissenschaftliche Erstbeschreibung stammt von Lawrence R. Heaney aus dem Jahr 1979, der die Art anhand von Individuen aus der Umgebung des Mount Mantalingajan auf Palawan beschrieb.
Innerhalb der Art werden neben der Nominatform keine weiteren Unterarten unterschieden.

## Status, Bedrohung und Schutz
Das Palawan-Berghörnchen wird von der International Union for Conservation of Nature and Natural Resources (IUCN) aufgrund unzureichender Daten nicht in eine Gefährdungskategorie eingeordnet, sondern als „Data deficient“ gelistet. Begründet wird dies durch die fehlenden Daten zur Bestandsgröße, zur konkreten Verbreitung und zur Lebensweise der Tiere. Die Bergwälder, in denen die Art lebt, sind schwer zugänglich und werden als nicht gefährdet betrachtet.

## Belege
1. 1 2 3 4  Richard W. Thorington Jr., John L. Koprowski, Michael A. Steele: Squirrels of the World. Johns Hopkins University Press, Baltimore MD 2012; S. 191. ISBN 978-1-4214-0469-1
2. 1 2 3  Sundasciurus rabori in der Roten Liste gefährdeter Arten der IUCN 2014.3. Eingestellt von: P. Ong, B. Tabaranza, G. Rosell-Ambal, D. Balete, 2008. Abgerufen am 2. Januar 2015.
3. 1 2  Sundasciurus rabori In: Don E. Wilson, DeeAnn M. Reeder (Hrsg.): Mammal Species of the World. A taxonomic and geographic Reference. 2 Bände. 3. Auflage. Johns Hopkins University Press, Baltimore MD 2005, ISBN 0-8018-8221-4.